# Lim Ji-yeon
Lim Ji-yeon (hangul: 임지연; hanja: 林智妍; rr: Im Ji-yeon; MR: Im Chiyŏn; 23 de junho de 1990) é uma atriz sul-coreana. Depois de aparecer em vários curtas-metragens e peças de teatro, ela teve seu primeiro papel em um filme com Obsessed (2014). O papel lhe rendeu um Grand Bell Award e uma indicação ao Baeksang Arts Awards de 2015. Posteriormente, ela estrelou no filme The Treacherous (2015) e na série de televisão High Society (2015), ganhando prêmios nas cerimônias do APAN Star Award e Korea Drama Awards por esse último. Ela obteve ainda mais sucesso com as séries de TV Blow Breeze (2016–2017), Welcome 2 Life (2019) e The Glory (2022–2023), e com o filme Spiritwalker (2021).

## Carreira
Lim sonhava em ser atriz depois de assistir ao musical Cats quando criança. Devido às preocupações de seus pais com o seu desejo, ela teve um ensino médio com matérias voltadas a área de humanidades. Eventualmente ela entrou na Universidade Nacional de Artes da Coreia, onde se formou em artes cênicas e começou a desbravar sua nova carreira de atriz após persuadir seus pais.
Lim estreou em 2011 com o curta-metragem Disaster. Ela também apareceu em outras produções do mesmo gênero, como After September em 2013. Em 2013, Lim foi escalada em seu primeiro papel de longa-metragem com o filme Obsessed, dirigido por Kim Dae-woo, enquanto ainda estudava na Universidade Nacional de Artes da Coreia. O filme foi lançado em 2014 e seu papel como Jong Ga-heun lhe rendeu o prêmio de de Melhor Atriz Revelação no 51º Grand Bell Awards e uma indicação ao 51º Baeksang Arts Awards. 3 meses após o lançamento de Obsessed, Lim foi selecionada como modelo da marca de cosméticos Amorepacific Hanyul, onde a empresa citou que sua elegância oriental e aparência moderna combinavam muito bem com a estratégia que tinham de ressaltar a beleza coreana.
Em 2015, Lim assumiu o papel de Dan-hee, uma concubina ambiciosa, em um drama histórico intitulado The Treacherous, dirigido por Min Kyu-dong. Em junho de 2015, Lim fez sua estreia na TV com a série High Society. Pelo seu papel de Lee Ji-yi, uma garota alegre e adorável, ela foi premiada nas categorias Nova Estrela no SBS Drama Awards e Melhor Atriz Revelação no Korea Drama Awards. Ela teve a oportunidade de atuar como MC no programa "Section TV" da MBC e também no SBS Drama Awards de 2015, junto com os artistas Lee Hwi-jae e Yoo Jun-sang. No mesmo ano, ela ganhou o Prêmio de Excelência no MBC Entertainment Awards.
Em 2016, Lim apareceu em outro drama de época, The Royal Gambler, como Dam-seo, que se arrisca a matar o rei por vingança. Em agosto de 2016, ela estrelou no drama de fim de semana Blow Breeze como uma alegre e positiva desertora norte-coreana que mora na Coreia do Sul. Para atuar na série, Lim teve que praticar seu norte-coreano. Por seu papel como Kim Mi-poong, ela ganhou o Prêmio de Excelência - Atriz em Série de Drama no MBC Drama Awards de 2017. Lim fez uma participação especial no drama The Doctors, devido ao relacionamento próximo que tinha com a roteirista Ha Myung-hee, onde ambas já haviam trabalhado em High Society. No mesmo ano, Lim estrelou na comédia sul-coreana Luck Key, dirigida por Lee Gae-byok.
Lim voltou em 2019 com uma outra série de televisão, Welcome 2 Life, do gênero comédia romântica e fantasia, que gira em torno de um advogado habilidoso que entra em um mundo paralelo por meio de um acidente. Por seu papel, ela ganhou o prêmio de Alta Excelência - Atriz em Minissérie de Segunda a Terça no MBC Drama Awards de 2019. No mesmo ano, ela estrelou no filme policial Tazza: One Eyed Jack, como Young-mi. A websérie que Lim participou, The Magic, foi pré-gravada em 2017 e lançada na plataforma de vídeos online seezn em 2021. Lim recebeu uma oferta de se juntar ao elenco do filme de ação e mistério Spiritwalker, em 2019. O filme foi lançado em 2021 e Lim recebeu uma indicação ao 58º Grand Bell Awards na categoria Melhor Atriz Coadjuvante.
Em maio de 2020, Lim assinou um contrato com a agência Artist Company.

### 2022-presente:Rose Mansion,La Casa de Papel - Coreiae fama mundial porThe Glory
Em 2022, Lim recebeu o papel principal de Gi-na na websérie Rose Mansion ao lado de Yoon Kyun-sang, um drama de mistério que conta a história de uma mulher que busca pela sua irmã desaparecida. Em dezembro do mesmo ano, Lim apareceu na segunda temporada da série da Netflix, La Casa de Papel - Coreia, onde interpretou o papel de Seul, uma personagem que não estava na obra original feita na Espanha. No mesmo mês, Lim confirmou sua aparição em The Killing Vote, que estava programado para ir ao ar em 2023.
No final de 2022, Lim enfrentou um grande desafio ao interpretar sua primeira vilã na série da Netflix, The Glory. A série foi muito popular e bem recebida pelo público. Lim atuou como Park Yeon-jin, uma garota do tempo que liderou, na adolescência, um grupo de delinquentes que faziam bullying com a protagonista Moon Dong-eun. Sua interpretação recebeu críticas favoráveis e ela considera essa personagem a maior de sua carreira. Por sua atuação na série, Lim ganhou na categoria Melhor Atriz Coadjuvante - Televisão no 59º Baeksang Arts Awards e Melhor Atriz Coadjuvante no 2º Blue Dragon Series Awards.
Em junho de 2023, Lim estrelou ao lado de Kim Tae Hee em Lies Hidden in My Garden, um drama de suspense e mistério. O desempenho de Lim como vítima de violência doméstica foi elogiada por conseguir mudar bruscamente o papel de sua personagem anterior em The Glory. Em particular, uma cena sua no drama se tornou viral por despertar o apetite dos espectadores e ser aclamada pela crítica por mostrar sua libertação das garras de seu marido agressor depois dele ter morrido, com um certo toque de loucura.
Em agosto, Lim foi selecionada pela Associação de Diretores de Cinema Coreano como recipiente do prêmio Bechdel Day de 2023, na categoria Ator do Ano - Séries por sua atuação em The Glory e Lies Hidden in My Garden. Os juízes avaliaram seu desempenho em The Glory não apenas como limitando sua personagem a uma "vilã plana", mas abrindo um caminho de desejos complicados dessa antagonista que eles nunca tinham visto antes. Por Lies Hidden in My Garden, Lim mostrou que mesmo em seu momento arrepiante de vingança, a atuação animalesca de não querer que a criança em seu ventre morresse de fome convenceu muitos críticos.

## Outros empreendimentos

### Embaixadora
Em 30 de maio de 2023, Lim foi nomeada policial honorária da Agência de Polícia de Seodaemun-gu em Seul, com a função de continuar "divulgando as principais políticas policiais, várias atividades de segurança e a prevenção de crime relacionados as drogas pelos próximos 2 anos".

## Vida pessoal
Em 1 de abril de 2023, a Artist Company confirmou que Lim está namorando o ator Lee Do-hyun, que ela conheceu durante as filmagens de The Glory.

## Filmografia

### Filmes
| Ano  | Título               | Papel          | Notas          | Ref.          |
| ---- | -------------------- | -------------- | -------------- | ------------- |
| 2011 | Dear Catastrophe     |                | Curta-metragem | [ 42 ]        |
| 2012 | Poker Face Girl      |                | Curta-metragem | [ 42 ]        |
| 2013 | Just You             |                | Curta-metragem | [ 42 ]        |
| 2013 | When September Ends  |                | Curta-metragem | [ 43 ]        |
| 2014 | Obsessed             | Jong Ga-heun   |                | [ 44 ]        |
| 2014 | Romance in Seoul     |                |                | [ 45 ]        |
| 2015 | The Treacherous      | Dan-hee        |                | [ 46 ] [ 47 ] |
| 2016 | Luck Key             | Eun-joo        |                | [ 48 ] [ 49 ] |
| 2019 | Tazza: One Eyed Jack | Young-mi       |                | [ 50 ]        |
| 2021 | Spiritwalker         | Moon Jin-ah    |                | [ 51 ] [ 52 ] |
| ASA  | Revolver             | Jeong Yoon-sun |                | [ 53 ]        |

### Séries de televisão
| Ano  | Título                   | Papel        | Notas                 | Ref.   |
| ---- | ------------------------ | ------------ | --------------------- | ------ |
| 2015 | High Society             | Lee Ji-yi    |                       | [ 54 ] |
| 2016 | The Royal Gambler        | Dam-seo      |                       | [ 55 ] |
| 2016 | The Doctors              | Lee Soo-jung | Cameo (Episódios 7–8) | [ 56 ] |
| 2016 | Blow Breeze              | Kim Mi-poong |                       | [ 57 ] |
| 2019 | Welcome 2 Life           | Ra Si-on     |                       | [ 58 ] |
| 2023 | Lies Hidden in My Garden | Chu Sang-eun |                       | [ 59 ] |
| 2023 | The Killing Vote         | Joo Hyeon    |                       | [ 60 ] |

### Webséries
| Ano       | Título                    | Papel         | Notas          | Ref.          |
| --------- | ------------------------- | ------------- | -------------- | ------------- |
| 2021      | The Magic                 | So Joong-hee  |                | [ 61 ]        |
| 2022      | Rose Mansion              | Gi-na         |                | [ 62 ]        |
| 2022      | La Casa de Papel - Coreia | Seul          | 2ª Temporada   | [ 63 ]        |
| 2022–2023 | The Glory                 | Park Yeon-jin | Temporadas 1–2 | [ 64 ] [ 65 ] |

### Programas de televisão
| Ano  | Título                        | Papel                      | Notas                           | Ref.   |
| ---- | ----------------------------- | -------------------------- | ------------------------------- | ------ |
| 2015 | Section TV                    | MC                         |                                 | [ 66 ] |
| 2021 | Son Hyun-joo's Simple Station | Membro do elenco principal | com Son Hyun-joo e Kim Jun-hyun | [ 67 ] |
| 2022 | Besties in Wonderland         | Membro do elenco principal |                                 | [ 68 ] |

### MC (Anfitriã oficial)
| Ano  | Título                                        | Notas                             | Ref.   |
| ---- | --------------------------------------------- | --------------------------------- | ------ |
| 2015 | SBS Drama Awards                              | com Yoo Jun-sang e Lee Hwi-jae    |        |
| 2018 | Bucheon International Fantastic Film Festival | com Choi Min-ho                   | [ 69 ] |
| 2019 | 4º Asia Artist Awards                         | com Leeteuk, Ahn Hyo-seop e Nancy | [ 70 ] |

## Prêmios e indicações
| Cerimônia de premiação                    | Ano  | Categoria                                                     | Nomeado/ Trabalho                    | Resultado | Ref.          |
| ----------------------------------------- | ---- | ------------------------------------------------------------- | ------------------------------------ | --------- | ------------- |
| APAN Star Awards                          | 2015 | Melhor Atriz Revelação                                        | High Society                         | Venceu    | [ 71 ]        |
| Asia Artist Awards                        | 2019 | AAA de Melhor Ator Emotivo                                    | Lim Ji-yeon                          | Venceu    | [ 72 ] [ 73 ] |
| Asia Model Awards                         | 2019 | Grande Modelo Coreana                                         | Lim Ji-yeon                          | Venceu    | [ 74 ]        |
| Baeksang Arts Awards                      | 2015 | Melhor Atriz Revelação – Filme                                | Obsessed                             | Indicado  | [ 75 ]        |
| Baeksang Arts Awards                      | 2023 | Melhor Atriz Coadjuvante – Televisão                          | The Glory                            | Venceu    | [ 76 ]        |
| Blue Dragon Film Awards                   | 2014 | Melhor Atriz Revelação                                        | Obsessed                             | Indicado  | [ 77 ]        |
| Blue Dragon Series Awards                 | 2023 | Melhor Atriz Coadjuvante                                      | The Glory                            | Venceu    | [ 78 ]        |
| Buil Film Awards                          | 2014 | Melhor Atriz Revelação                                        | Obsessed                             | Venceu    | [ 79 ]        |
| Grand Bell Awards                         | 2014 | Melhor Atriz Revelação                                        | Obsessed                             | Venceu    | [ 80 ]        |
| Grand Bell Awards                         | 2022 | Melhor Atriz Coadjuvante                                      | Spiritwalker                         | Indicado  | [ 81 ]        |
| Korean Association of Film Critics Awards | 2014 | Melhor Atriz Revelação                                        | Obsessed                             | Venceu    | [ 82 ]        |
| Korea Drama Awards                        | 2015 | Melhor Atriz Revelação                                        | High Society                         | Venceu    | [ 83 ]        |
| Korean Film Actors' Guild Awards          | 2015 | Melhor Atriz Revelação                                        | Obsessed                             | Venceu    | [ 84 ]        |
| Max Movie Awards                          | 2015 | Melhor Atriz Revelação                                        | Obsessed                             | Indicado  | [ 85 ]        |
| MBC Drama Awards                          | 2016 | Prêmio de Excelência, Atriz em Série de Drama                 | Blow Breeze                          | Venceu    | [ 86 ]        |
| MBC Drama Awards                          | 2019 | Grande Prêmio (Daesang)                                       | Welcome 2 Life                       | Indicado  | [ 87 ]        |
| MBC Drama Awards                          | 2019 | Alta Excelência, Atriz em Minissérie de Segunda a Terça       | Welcome 2 Life                       | Venceu    | [ 87 ]        |
| MBC Drama Awards                          | 2019 | Prêmio de Melhor Casal                                        | Lim Ji-yeon com Rain Welcome 2 Life  | Indicado  | [ 87 ]        |
| MBC Entertainment Awards                  | 2015 | Prêmio de Excelência na Categoria Música/Talk Show – Feminino | Section TV                           | Venceu    | [ 88 ]        |
| SBS Drama Awards                          | 2015 | Prêmio Nova Estrela                                           | High Society                         | Venceu    | [ 89 ]        |
| Kinolights Awards                         | 2023 | Melhor Atriz                                                  | The Glory                            | Venceu    | [ 90 ]        |
| Bechdel Day 2023                          | 2023 | Ator do Ano                                                   | The Glory e Lies Hidden in My Garden | Venceu    | [ 91 ]        |
| Brand of The Year Awards                  | 2023 | Melhor Atriz – OTT                                            | The Glory                            | Venceu    | [ 92 ]        |